# Olympia Eisstadion Innsbruck
Olympia Eisstadion Innsbruck är en skridskobana i Innsbruck i Österrike. Här tävlade man i hastighetsåkning på skridskor vid olympiska vinterspelen 1964 och 1976.
Även 1970 och 1974 avgjordes där, den sista gången blev Per Bjørang Norges första sprintvärldsmästare. Under juniorvärldsmästerskapen i hastighetsåkning på skridskor satte Geir Karlstad juniorvärldsrekord på 3 000 meter och 5 00 meter..
Åren 1985-2000 kördes här världscuplopp. Även Europamästerskapen i hastighetsåkning på skridskor 2011 var skulle ha avgjorts här, men på grund av ekonomiska problem flyttades evenemanget till Collalbo i Italien.

### Fotnoter
1. ↑  Speed Skating News - resultat, banrekord, med mera. Besökt 3 april 2010
2. ↑  ISU Communication 1608 Arkiverad 4 mars 2016 hämtat från the Wayback Machine. Besökt 3 april 2010